# ديفيد روبرتسون (لاعب كرة قدم)
ديفيد روبرتسون (بالإنجليزية: David Robertson)‏ (26 أكتوبر 1900 في المملكة المتحدة - ) هو لاعب كرة قدم أمريكي في مركز الدفاع. شارك مع منتخب الولايات المتحدة لكرة القدم. أما مع النوادي، فقد لعب مع كوين أوف ساوث ونادي كيلمارنوك وBrooklyn Wanderers ‏.

## وصلات خارجية
- ديفيد روبرتسون على موقع عالم كرة القدم.نت (الإنجليزية)